# Tétrafluorodiborane
Le tétrafluorodiborane, ou tétrafluorure de dibore, est un composé chimique de formule B2F4. On peut le préparer en faisant réagir du monofluorure de bore BF avec du trifluorure de bore BF3, à basse température pour en éviter la polymérisation.